# 桂林兩江國際機場

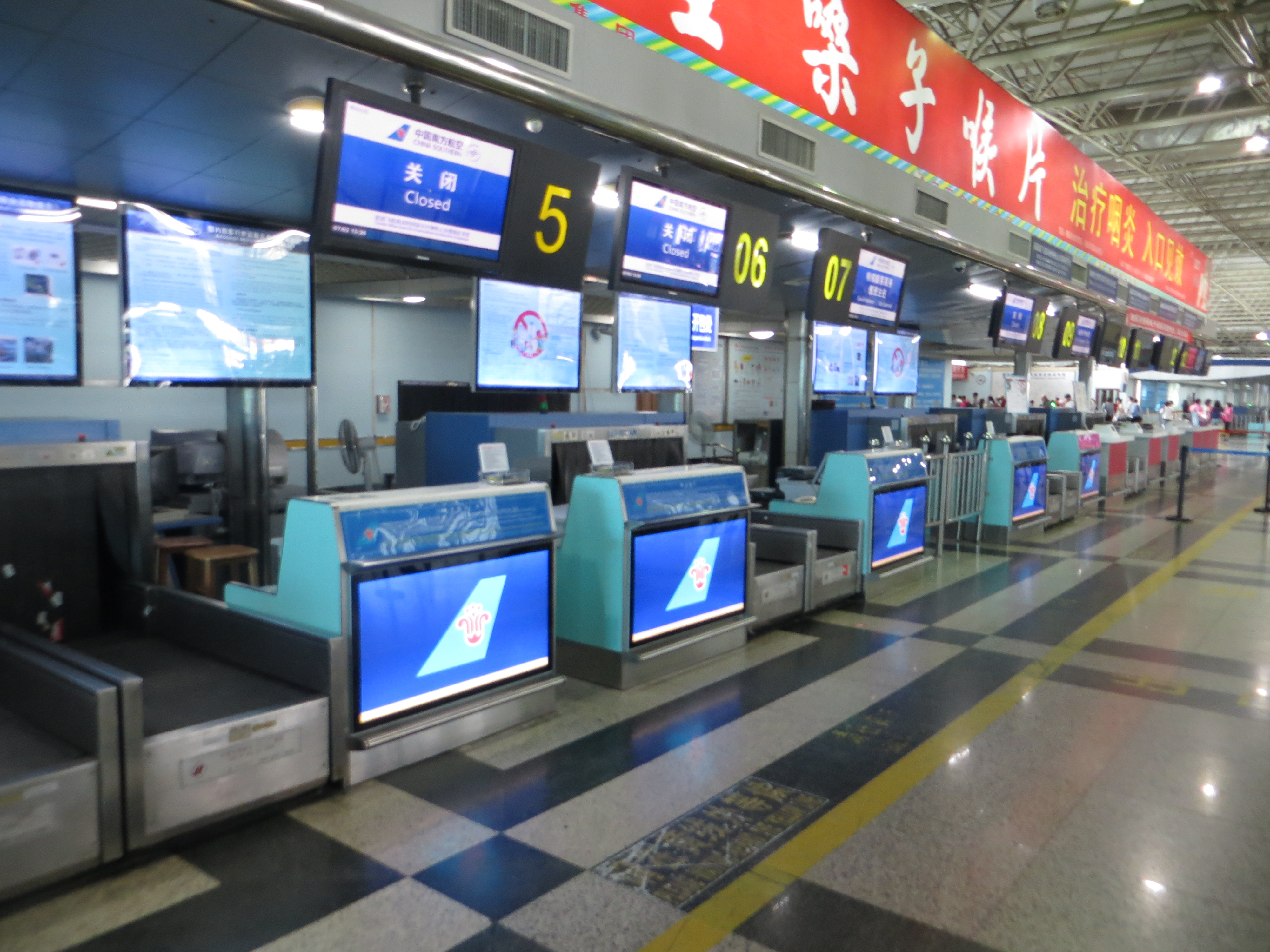
值机柜台

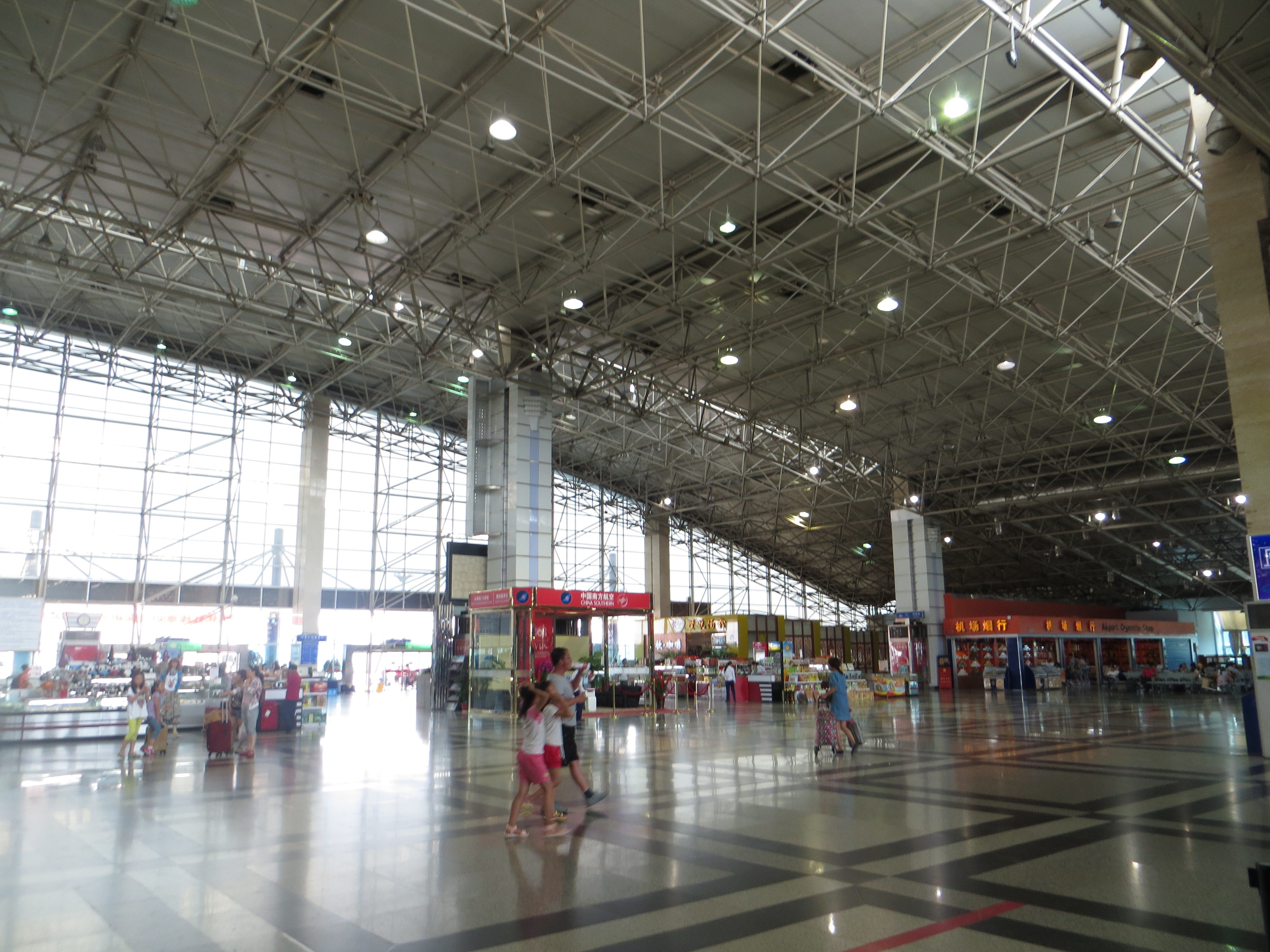
机场值机区内的商店

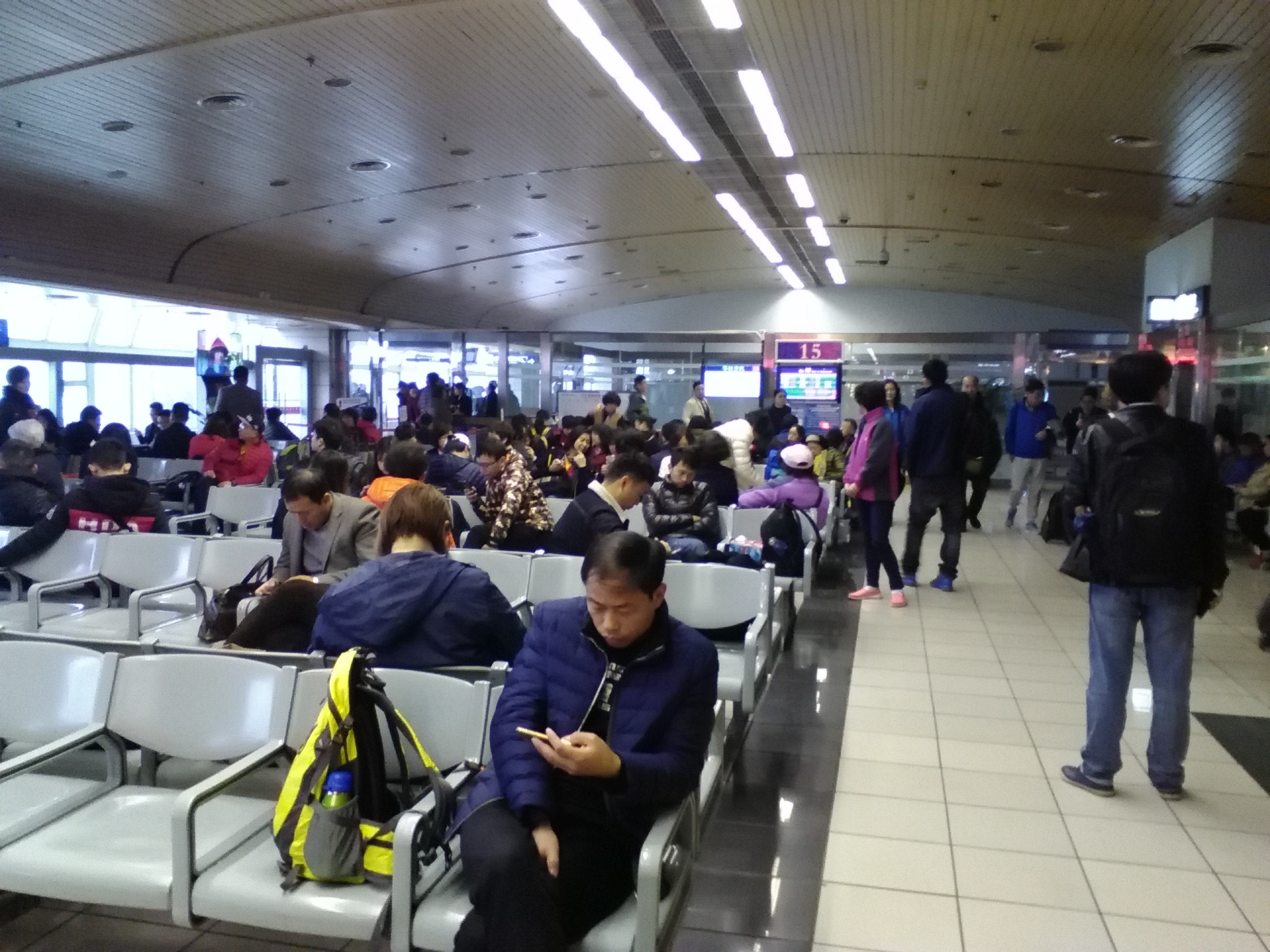
候机室

桂林兩江國際機場是一座位於中國广西壮族自治区桂林市的民用機場，飞行区等级为4E级。建有一條長3,200米、宽75米的南北向跑道，可保障空中客车A380的备降作业。另建有1條宽60米的平行滑行道，15萬平方米的機坪，共有20個機位，貨運庫面積達6,200多平方米，同時，裝備有導航、通訊、監視和後勤保障等系統，能提供24小時全天候服務，是桂林航空的基地机场，同时也是中国南方航空的运营基地之一。
截至2019年3月，机场共建有2座航站楼。T1航站楼為2層結構，面積为50,305平方米，设置登機橋8座，到港行李輸送帶8條；候機樓內的商業餐飲和其他出租服務設施面積達6,086平方米。2018年9月28日，T2航站楼進入試運行狀態。同年9月30日，桂林两江国际机场T2航站楼正式启用，T2航站楼在大厅内设置有4个值机岛和22条安检通道，能够满足最大近4,000人/小时的进出港高峰流量、年旅客吞吐量1,200万人次、货邮吞吐量9.5万吨、飞机起降量10.12万架次的需求。
根据中国民航局发布的2018年民航机场吞吐量排名数据，桂林两江国际机场客运吞吐量为8,732,176人次，货邮吞吐量为27,074.522吨，飞机起降27,074.522架次，分别排名全国第39、第46、第49位。

## 历史
1983年9月，针对桂林奇峰岭机场旅客运量增长快、跑道短、停机坪小、候机室小、售票处小、油库小等不适应发展需要的情况，广西壮族自治区和桂林市共同提出扩建奇峰岭机场。
1987年，发现桂林奇峰岭机场飞行区道面不适宜扩建，决定提出在机场西面2公里处建设西跑道方案，其后，各方面准备工作基本完成，即将动工，因场址部分土地权属问题未解决而停止进行扩建，于是转而放弃扩建桂林奇峰岭机场，决定新建一座机场。
1990年初，中国民用航空局确定择址新建机场。同年3月开始选址。经过图上作业，在桂林市周围半径30公里范围，初选出两江高妙、黄山口、江背、大桥、界牌5个场址，加上桂林市规划的横山场址，共6个场址。经对6个场址进行实地考察比较，认为两江高妙场址条件比较好。两江高妙场址位于桂林市西28.5公里，两江镇东2公里处。场地大部属荒坡地，场区可布置两条平行跑道， 中间间距1,500米。先建西侧跑道，土石方工程量小。规划跑道标高约海拔190米，拆迁量小。机场净空较好，特别是主航向南端净空及东侧净空良好。规划建立东航线与现有桂林奇峰岭机场使用西航线，空域无干扰，是较理想的民用机场建设场址。
1990年7月，中国民用航空局中南机场设计研究所在现场编制完成两江机场建设可行性研究估算，估算投资人民币49,995万元（含进场公路人民币9,958万元），其中美元520.18万元。
1991年9月，桂林两江机场建设工程正式立项，建设规模按起降MD-82、空中客车A310型飞机的技术要求设计，工程总投资控制在5亿元以内。1992年12月1日，因原材料涨价，国家计划委员会批准机场工程投资调整为9亿元（不含地方投资建设的进场专用公路1.26亿元）。桂林两江机场主要建设项目：飞行区按4D等级标准设计，跑道长2,800米，宽45米；平行滑行道1条长2,800米以及相应的联络道； 停机坪15万平方米；航站区按满足2005年旅客吞吐量500万人次、高峰小时2,500人次设计；候机室建筑面积5万平方米；中转油库4,000立方米，使用油库4万立方米。机场设先进的通信导航设备，建设相应的安全生产、运输服务、生活配套设施一批。
1992年，两江机场工程完成地质钻探、初步设计等大量前期准备工作。1991、1992年两年累计完成投资300万元。1993年4月26日，两江机场正式定名为桂林两江国际机场，7月28日，举行机场工程奠基典礼，9月8日正式开工。至1994年12月，场道、房屋、水、电等土建工程已陆续铺开，累计完成投资5.2亿元，占调整后概算总投资14亿元（不含进场专用公路投资）的37％，完成土方量760万立方米，占总土方量的70％。
1995年12月15日至1996年2月15日，经过不断施工基本上使室外工程赶在雨季到来之前完成。1996年10月1日由时任中华人民共和国国务院总理李鹏亲临剪彩。两江国际机场正式建成通航。
2006年，由于城市规模扩大和旅游业的不断发展，桂林市决定扩建桂林两江国际机场飞行区，扩建后等级为4F，跑道延长至3,200m，宽75m，并新增和改建相关配套设施，具备保障空中客车A380型客机备降的能力，是全国为数不多的空中客车A380备降机场。
2013年桂林两江国际机场新扩建工程得到发改委批复，同年12月正式启动桂林两江国际机场T1航站楼改造暨T2航站楼建设工程，工程按照2020年旅客吞吐量1,200万人次、货邮吞吐量9.5万吨/年、飞机起降量10.12万架次/年的目标建设，并扩建T1航站楼10万平方米及安装相关配套设施，预计在2018年投入使用。
2014年7月28日起，51个国家或地区的公民持本人有效护照，过境桂林机场口岸且持有已确定日期及座位的前往第三国（地区）联程机票，可免办签证在桂林市行政区域内停留不超过72小时。
经过3年的施工建设，桂林两江国际机场T2航站楼和新建站坪设施于2018年9月30日正式启用，并同时关闭既有T1航站楼进行维修改造。配套的新建站坪投入使用后，机场停机位数量由原有的18个增加到了48个。

## 航空保安無線設施
| 局名   | 種類 | 周波数   | 識別信号 | 機場設置距離 |
| ------ | ---- | -------- | -------- | ------------ |
| GUILIN | VOR  | 114.9MHz | KWL      | 機場内設置   |
| GUILIN | DME  |          |          | 機場内設置   |
| WUTONG | NDB  | 286KHz   | PA       | 11.2英哩     |
| ERTANG | NDB  | 213KHz   | QP       |              |
| YONGFU | NDB  | 281KHz   | JW       | 12.7英哩     |

## 航點

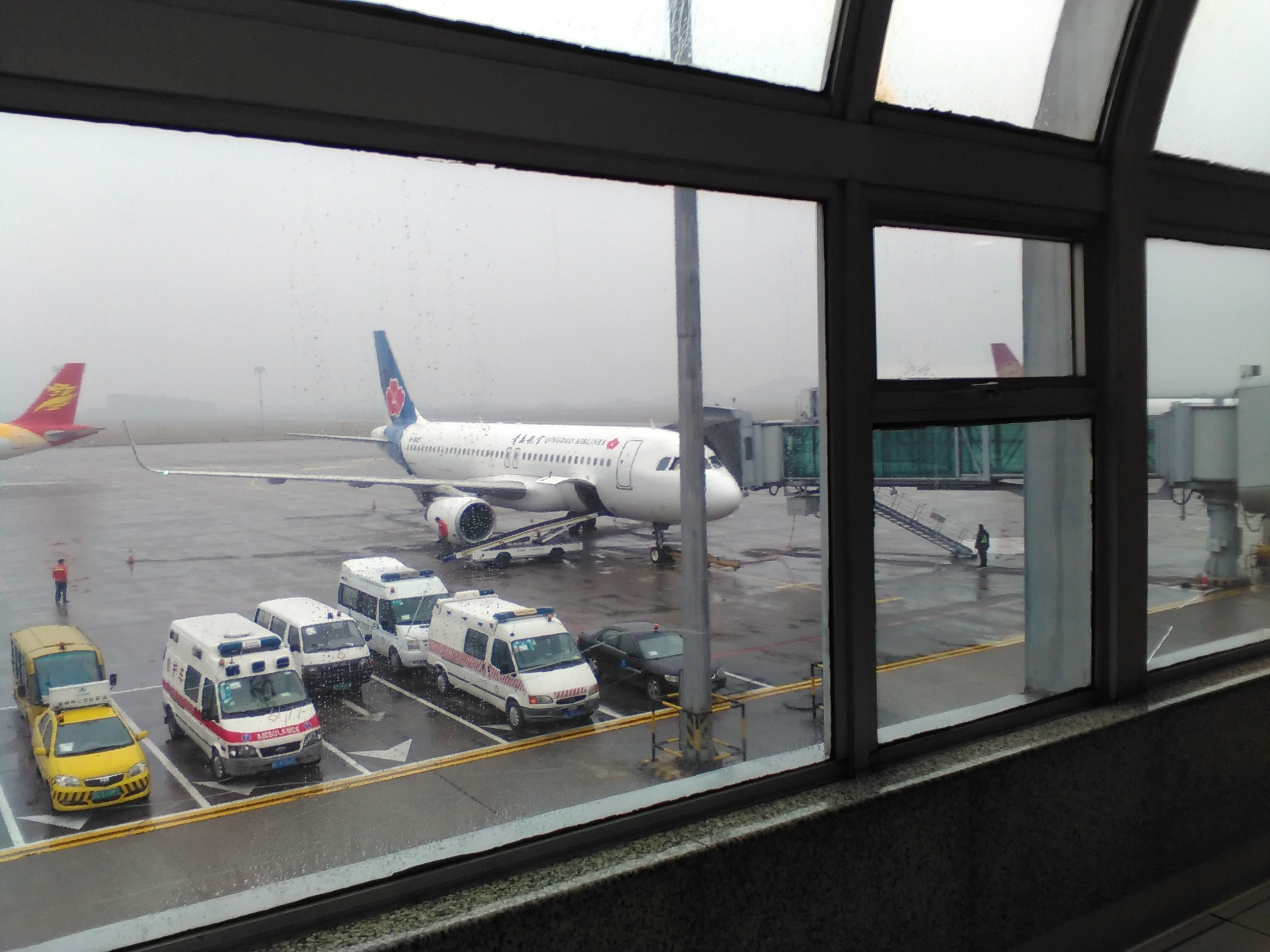
青岛航空A320型客机停靠在桂林两江机场

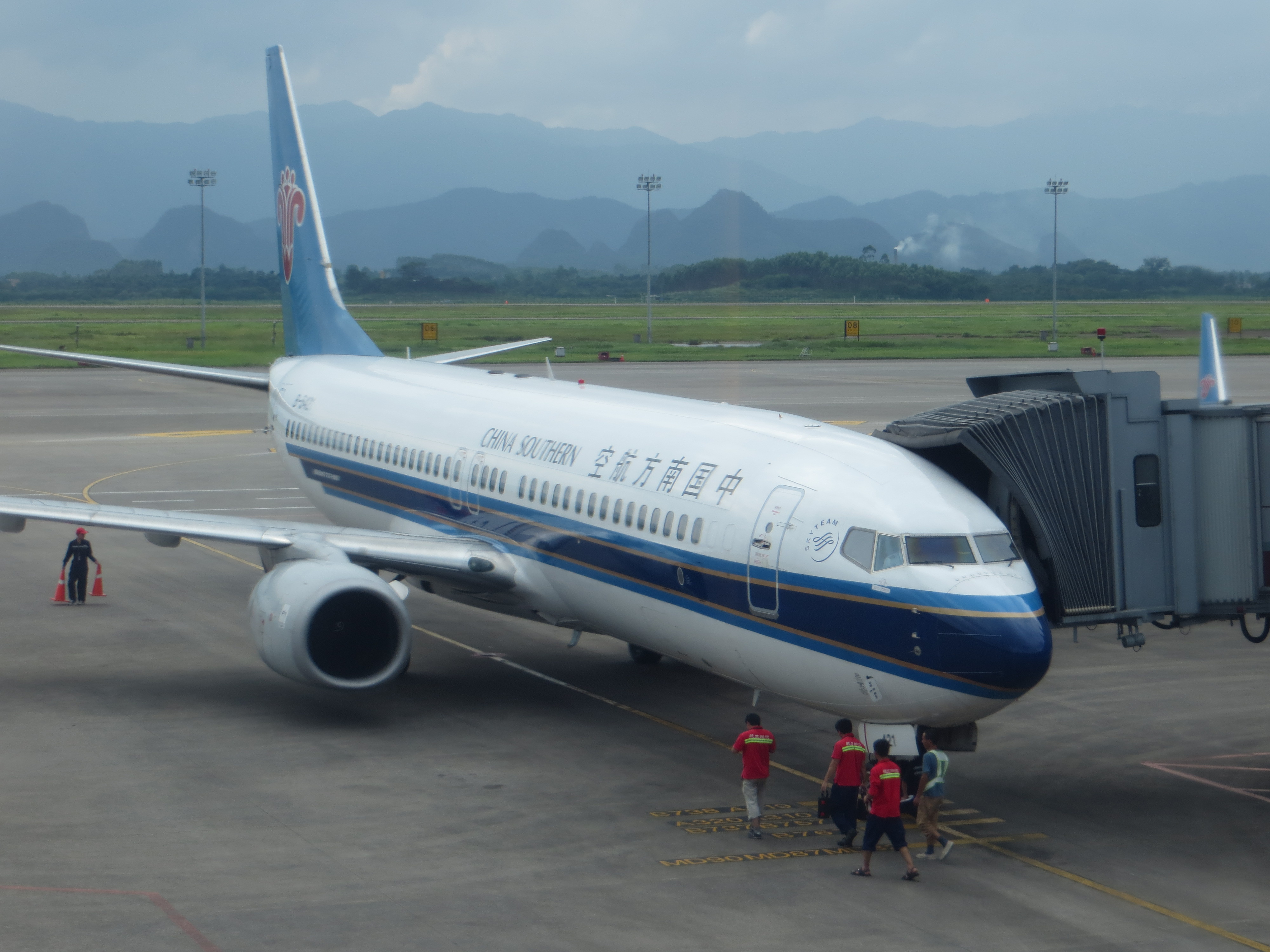
中国南方航空波音737-800型客机停靠在桂林两江机场

更新至2019-2020年冬春航季

### 境內航線
| 航空公司           | 目的地                                                                                                  |
| ------------------ | --- |
| 桂林航空（GT）     | 成都/天府、天津、济南、海口、太原、郑州、西宁、厦门、黄山、徐州、襄阳、北海、攀枝花、忻州、揭阳/潮汕    |
| 中国东方航空（MU） | 上海/浦东（經停安庆）、杭州、长春（經停合肥）、南昌、宁波、昆明、兰州、西宁、三亚、瓊海、西雙版納、信阳 |
| 中国国际航空（CA） | 北京/首都、北京/首都（經停西安）、上海/浦东、天津、成都/天府、银川                                      |
| 中国南方航空（CZ） | 北京/大興、沈阳、南京、南宁、海口、太原、西安、温州、张家界                                             |
| 山东航空（SC）     | 南京、杭州、郑州、厦门、延安、南阳、铜仁、绵阳、武當山                                                  |
| 青岛航空（QW）     | 海口、昆明、兰州、青岛、烟台、温州、长春（經停淮安）                                                    |
| 首都航空（JD）     | 南京、杭州、海口、 太原、西安、合肥、临沂                                                               |
| 上海航空（FM）     | 上海/浦东、长春（經停上海/浦东）                                                                        |
| 四川航空（3U）     | 成都/天府、银川、三亚、連雲港                                                                           |
| 厦门航空（MF）     | 福州、厦门、泉州、丽江、泸州                                                                            |
| 长龙航空（GJ）     | 杭州、西安、温州、西雙版納                                                                              |
| 春秋航空（9C）     | 石家庄、宁波、揭阳/潮汕                                                                                 |
| 海南航空（HU）     | 海口、兰州                                                                                              |
| 河北航空（NS）     | 北京-大興、石家庄                                                                                       |
| 乌鲁木齐航空（UQ） | 濟南、乌鲁木齐                                                                                          |
| 天津航空（GS）     | 天津、赣州                                                                                              |
| 福州航空（FU）     | 福州、遵义                                                                                              |
| 深圳航空（ZH）     | 温州、泉州                                                                                              |
| 湖南航空（A6）     | 沈阳（經停长治）                                                                                        |
| 吉祥航空（HO）     | 上海/浦东                                                                                               |
| 长安航空（9H）     | 西安 |
| 奥凯航空（BK）     | 天津 |
| 大新华航空（CN）   | 北京/首都                                                                                               |
| 东海航空（DZ）     | 南通 |

### 港澳台/國際航線
| 航空公司             | 目的地                         |
| -------------------- | ------------------------------ |
| 大灣區航空（HB）     | 香港                           |
| 濟州航空（7C）       | 首尔/仁川（2025年10月1日開辦） |
| 伊爾庫茨克航空（IO） | 伊爾庫茨克、芽莊               |
| 亚洲航空（AK)        | 吉隆坡                         |
| 峇迪航空（OD)        | 吉隆坡、檳城（包機）           |

## 机场交通

### 机场巴士
- 市区1号线：两江国际机场–碧园印象（机场路西二环路口）–榕山路口–金水路口–南航明珠大酒店（黑山路口）–城市候机楼（民航大厦）（往机场方向只停靠榕山路口），票价¥20（榕山路口-机场票价¥15）
- 北站线：两江国际机场–桂林西站-桂林北站（幸福挺至尊酒店）（桂林西站市区方向单行停靠），票价¥20
- 万福线：两江国际机场–临桂福朋喜来登酒店–城市候机楼（万福广场维也纳酒店），票价¥20
- 桂柳线：两江国际机场–柳州汽车南站，票价¥50
- 桂宜线：两江国际机场–宜州汽车站，票价¥120
- 桂阳线：两江国际机场–阳朔汽车站，票价¥50
- 桂荔线：两江国际机场–荔浦汽车站，票价¥60

### 轨道交通
- 旅游试验线（建设中）两江国际机场–桂林站，票价待定

## 外部連結
- 桂林兩江國際機場 （页面存档备份，存于）